# Жан-Клод Ван Дам
Жан-Клод Каміль Франсуа Ван Варенберг (фр. Jean-Claude Van Damme; нар. 18 жовтня 1960, Брюссель, Бельгія) — відомий як Жан-Клод Ван Дам, американський і бельгійський актор, сценарист і кінорежисер, який починав кар'єру як професійний боєць-каратист.
2022 року став володарем дипломатичного паспорта Демократичної Республіки Конго (ДРК).

## Раннє життя та навчання
Народився 18 жовтня 1960 року в Бельгії, в муніципалітеті Беркем-Сент-Агат, що тепер у складі Брюссельського столичного регіону.
Його батько Ежен Ван Варенберг (Eugene Van Varenberg) був бухгалтером і власником квіткового магазину.
У дитинстві Жан-Клод, за його власними переказами, був слабким хлопчиком, любив малювання й музику.
Коли Жану-Клоду було 10 років, батько записав його в школу Шотокан карате. Пізніше, в 12 років, в Національний центр карате Бельгії. У 18 років Ван Дам отримав чорний пояс. У юнацькі роки він також протягом п'яти років займався класичним балетом. Ван Дам переміг у багатьох змаганнях з карате під своїм справжнім прізвищем Ван Варенберг і також одержав титул Містер Бельгія у змаганнях з бодибілдингу. Пізніше полишив карате і почав займатись тхеквондо та муай тай.

## Кар'єра

### 1970-80: Бойові мистецтва та перші ролі в кіно
Уже в 15 років Ван Дам почав брати участь у змаганнях з карате у Бельгії. Від 1976 до 1980 року Ван Дам здобув 44 перемоги та мав 4 поразки в турнірах та в позатурнірних напівконтактних матчах.
Ван Дам був членом збірної Бельгії з карате, коли вона виграла чемпіонат Європи з карате 26 грудня 1979 року на турнірі La Coupe François Persoons у Брюсселі.
Ван Дам посів друге місце на турнірі Challenge Coupe des Espoirs Karate Tournament. На 3-денному турнірі Ван Дам переміг 25 суперників, перш ніж поступитися у фіналі одноклубнику Анджело Спатаро.
8 березня 1980 року у Брюсселі Ван Дам змагався проти свого колишнього товариша по команді Патріка Тейгельса на арені Forest National в андеркарті бою Ден Макарузо–Домінік Валера за звання чемпіона світу в напівважкій вазі. До цього поєдинку Тейгельс двічі переміг Ван-Дама за рішенням суддів, включаючи матч за титул чемпіона Бельгії в легкій вазі. У 1977 році Ван Дам здобув перемогу над Тейгельсом. За чотири місяці до того Тейгельс показав вражаючий виступ на чемпіонаті світу Всесвітньої асоціації організацій з кікбоксингу, і деякі віддавали перевагу саме йому у цьому матчі. Тейгельс програв Ван Даму технічним нокаутом у 1-му раунді — він отримав удар ногою в ніс і в результаті не зміг продовжувати бій. У своєму інтерв'ю 2013 року Ван Дам назвав цей бій своїм найбільш пам'ятним поєдинком.
Ван Дам розпочав свою кар'єру у повноконтактному бою 1977 року, коли Клод Гетц організував перший турнір із повноконтактного карате в Бельгії.
1979 року Ван Дам зіграв роль у бельгійсько-французькій драмі "Жінка між собакою і вовком " Андре Дельво з Марі-Крістін Барро та Рутгером Гауером у головних ролях, але він не був зазначений у титрах.
1980 року Ван Дам привернув увагу видавця та редактора журналу Professional Karate Magazine Майка Андерсона та багаторазового чемпіона Європи Герта Лемменса. Обидва відзначили Ван Дама як майбутню зірку.
Ван Дам перестав брати участь у змаганнях 1982 року.
У ранні роки Ван Дам продавав квіти в ресторанах, а також взяв кредит на відкриття тренажерного залу, щоб заощадити трохи грошей перед переїздом до Сполучених Штатів.

### 1982—1988: ранні роботи та прорив
У 1982 році Ван Дам і його друг дитинства Мішель Кіссі переїхали до США з надією почати працювати акторами. Вони виконували різноманітну роботу аби заробити. Одна з перших — це робота статистами у танцювальному хіп-хоп фільмі «Брейк-данс» (1984), знятому Cannon Films, їх можна побачити танцюючими на задньому плані в одній зі сцен.
Приблизно в той час Ван Дам подружився з кінозіркою бойових мистецтв Чаком Норрісом. Якійсь час вони навіть тренувалися разом, а Ван Дам працював вишибалою в барі під назвою Woody's Wharf, що належав Норрісу.
У бойовику 1984 року «Зниклий безвісти» з Норрісом у головній ролі, який також вийшов Cannon Films, Ван Дам вказаний в тітрах серед членів групи каскадерів. Того ж року він також зіграв роль у комедійному короткометражному фільмі «Монако назавжди».
2 травня 1986 року в Лос-Анджелесі відбулася прем'єра фільму гонконгського кінорежисера та кінопродюсер Корі Юена про бойові мистецтва «Не відступати і не здаватися». Це була перша значна роль Ван Дама — він зіграв «росіянина Івана» на прізвище Крашинський. Курт Маккінні зіграв головну роль Джейсона Стіллвелла, американського підлітка, який вивчає карате за допомогою духа самого Брюса Лі. Стіллвел використовує уроки Лі, щоб захистити своє доджьо проти радянського майстра бойових мистецтв, якого грає Ван Дам. Він також мав знятися у «Не відступати і не здаватися 2: Скажений грім», але відмовився з міркувань власної безпеки, бо фільм мали знімати у джунглях Камбоджі.
Ван Дам працював в фільмі «Хижак» (1987) режисера Джона МакТірнана, в якому він почав грати роль прибульця, перш ніж його зняли та замінили Кевін Пітер Холлом. МакТірнан обрав Ван Дама на роль титульного персонажа Хижака оскільки Ван Дам, використовуючи свою майстерність бойових мистецтв, зробив би прибульця спритним, швидким, подібним до ніндзя мисливцем. Але коли стали порівнювати виконавця головної ролі Арнольда Шварценеггера із Ван Дамом, останній виявився набагато нижчим на зріст, і стало зрозуміло, що для створення загрозливого образу прибульця потрібен був актор набагато вищий. Крім того, як стверджував Джессі Вентура в автобіографії, Ван Дам побив каскадера зі знімальної групи. Ван Дам також був незадоволений роллю не вказаного в титрах виконавця спецефектів, який весь фільм змушений ходити в жаркому костюмі і масці, і покинув зйомки через 2 дні після їх початку. У результаті роль Хижака виконав актор Кевін Пітер Холл. Після успіху «Хижака» Ван Дам сказав, що він оцінив фільм, але не шкодує, що не зіграв цю роль.
Але справді відомим актором Ван Дам став після зйомок у фільмі «Кривавий спорт» 1988 року. Загалом він знявся в понад 45 фільмах. Фільм «У пошуках пригод» (англ. The Quest), що вийшов 1996 року, став режисерським дебютом Ван Дама. Він також написав сценарій і був продюсером фільму.
Ван Дам був кілька разів одружений. Тепер одружений з Гледіс Португес (Портегі́з), колишньою чемпіонкою з бодибілдингу, тепер працює експертом з фітнесу. У Ван Дама троє дітей.

## Жан-Клод Ван Дам і Україна
Кілька років мав роман із дівчиною з Кривого Рогу Оленою Каверіною, якій на той момент (2009) було 23 роки. Знайомство відбулося в Таїланді (за іншими даними в Гонгконзі) в 2009 році. Вперше Україну відвідав у жовтні 2009 року, відвідавши кінофестиваль «Молодість». Неодноразово бував у Кривому Розі і навіть купив там квартиру. В Києві Ван Дам часто з'являвся з Каверіною. Судячи з фотографій, які розміщувала в соцмережі Олена Каверіна, вона супроводжувала Ван Дама у багатьох його подорожах по світу. Під час проживання у Києві пара потрапляла до таблоїдів через сварки. У 2010 році низка ЗМІ повідомили, що актор розлучається, щоб одружитися із українкою. Свій 50-ти річний ювілей відзначив у Києві, куди привіз свою офіційну дружину та дітей. Розкішний бенкет зірці Голлівуду влаштував український депутат Олександр Онищенко. Ще у 2015 році Олена вітала актора із 55-ти річним ювілеєм, а місцевий криворізький портал підготував цілу збірку про походеньки відомого ловеласа. І хоча Олені Ван Дам подарував квартиру у Кривому Розі, в той же час своїй офіційній дружині він подарував розкішний будинок за 6 млн дол.
17 серпня 2020 року Ван Дам в черговий раз приїхав до Києва. На цей раз на зйомки фільму «Останній найманець».
Ван Дам відвідав Україну під час російського вторгнення, щоб висловити українцям свою підтримку.
У 2025 році заявив що хоче відвідати Росію і поговорити з Путіним про щастя.

## Фільмографія

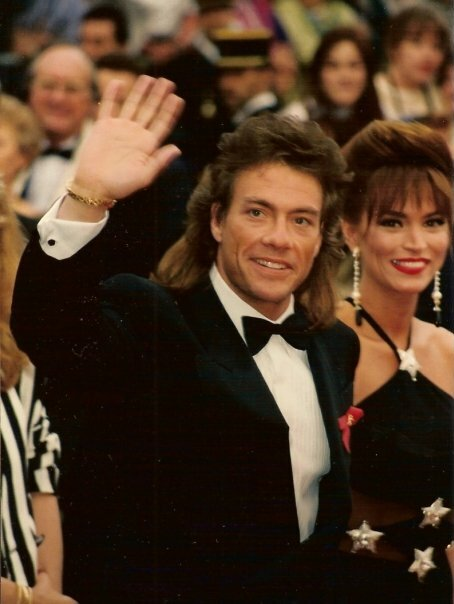
Жан-Клод Ван Дам на Каннському кінофестивалі (1986)

### Акторські роботи
| Рік       |    | Українська назва                    | Оригінальна назва                   | Роль                                          |
| --------- | -- | ----------------------------------- | ----------------------------------- | --------------------------------------------- |
| 1984      | ф  | Вулиця варварів                     | Rue barbare                         | каратист                                      |
| 1984      | ф  | Брейк-данс                          | Breakin'                            | глядач                                        |
| 1984      | ф  | Зниклі безвісти                     | Missing in Action                   | солдат                                        |
| 1984      | ф  | Монако назавжди                     | Monaco Forever                      | гей-каратист                                  |
| 1986      | ф  | Не відступати і не здаватися        | No Retreat, No Surrender            | Іван Крашинський                              |
| 1988      | ф  | Кривавий спорт                      | Bloodsport                          | Френк Дюкс                                    |
| 1988      | ф  | Чорний орел                         | Black Eagle                         | Андрій                                        |
| 1989      | ф  | Кіборг                              | Cyborg                              | Гібсон Рікенбейкер                            |
| 1989      | ф  | Кікбоксер                           | Kickboxer                           | Курт Слоан                                    |
| 1990      | ф  | Самоволка                           | Lionheart                           | Ліон Готьє                                    |
| 1990      | ф  | Ордер на смерть                     | Death Warrant                       | Луїс Берк                                     |
| 1991      | ф  | Подвійний удар                      | Double Impact                       | Алекс Вагнер/Чед Вагнер                       |
| 1992      | ф  | Універсальний солдат                | Universal Soldier                   | Люк Деверо / GR44                             |
| 1993      | ф  | Нема куди тікати                    | Nowhere to Run                      | Сем Гіллен                                    |
| 1993      | ф  | Останній кіногерой                  | Last Action Hero                    | у ролі самого себе                            |
| 1993      | ф  | Важка мішень                        | Hard Target                         | Ченс Будро                                    |
| 1994      | ф  | Патруль часу                        | Timecop                             | Макс Вокер                                    |
| 1994      | ф  | Вуличний боєць                      | Street Fighter                      | полковник Вільям Гайл                         |
| 1995      | ф  | Раптова смерть                      | Sudden Death                        | Даррен Маккорд                                |
| 1996      | с  | Друзі                               | Friends                             | камео (Епізод: "The One After the Superbowl") |
| 1996      | ф  | У пошуках пригод                    | The Quest                           | Крістофер Дюбуа                               |
| 1996      | ф  | Максимальний ризик                  | Maximum Risk                        | Ален Моро/ Михаїл Суверов                     |
| 1997      | ф  | Колонія                             | Double Team                         | Джек Квінн                                    |
| 1998      | ф  | Підривник                           | Knock Off                           | Маркус Рей                                    |
| 1998      | ф  | Легіонер                            | Legionnaire                         | Ален Лефевр                                   |
| 1999      | ф  | Універсальний солдат 2: Повернення  | Universal Soldier: The Return       | Люк Деверо                                    |
| 1999      | ф  | Інферно                             | Inferno                             | Едді Ломакс                                   |
| 2001      | ф  | Реплікант                           | Replicant                           | Реплікант/Едвард Гарротте                     |
| 2001      | ф  | Таємниця ордену                     | The Order                           | Руді Кафмаєр/ Шарль Ле Веллан                 |
| 2002      | ф  | Під укіс                            | Derailed                            | Жак Крістофф                                  |
| 2003      | ф  | У пеклі                             | In Hell                             | Кайл Лебланк                                  |
| 2004      | ф  | Глюк                                | Narco                               | привид                                        |
| 2004      | ф  | Пробудження смерті                  | Wake of Death                       | Бен Арчер                                     |
| 2004      | с  | Лас Вегас                           | Las Vegas                           | камео (Епізод: "Die Fast, Die Furious")       |
| 2006      | в  | Другий у команді                    | Second in Command                   | командер Семюел «Сем» Кінан                   |
| 2006      | в  | Міцний захист                       | The Hard Corps                      | Філіп Саваж                                   |
| 2006      | ф  | Іспит                               | Sinav                               | Чарльз                                        |
| 2007      | ф  | До смерті                           | Until Death                         | Ентоні Стоу                                   |
| 2008      | в  | Спеціальне завдання                 | The Shepherd                        | Джек Робідо                                   |
| 2008      | ф  | Останній вихід супермена            | JCVD                                | у ролі самого себе                            |
| 2009      | ф  | Універсальний солдат 3: Відродження | Universal Soldier: Regeneration     | Люк Деверо                                    |
| 2010      | ф  | Орлиний шлях                        | The Eagle Path                      | Френчі                                        |
| 2011      | мф | Панда Кунг-Фу 2                     | Kung Fu Panda 2                     | Майстер Крок (озвучення)                      |
| 2011      | ф  | Ігри кілерів                        | Assassination Games                 | Вінсент Брезіл                                |
| 2011      | ф  | Славне містечко                     | Beur sur la ville                   | полковник Мерот                               |
| 2012      | ф  | Очі дракона                         | Dragon Eyes                         | Тіано                                         |
| 2012      | ф  | Нестримні 2                         | The Expendables 2                   | Жан Вілан                                     |
| 2012      | ф  | Універсальний солдат 4: Новий вимір | Universal Soldier: Day of Reckoning | Люк Деверо                                    |
| 2012      | ф  | Шість куль                          | 6 Bullets                           | Самсон Гал                                    |
| 2012      | ф  | Вторгнення ззовні                   | U.F.O.                              | Джордж                                        |
| 2013      | ф  | Ласкаво просимо в джунглі           | Welcome to the Jungle               | Сторм                                         |
| 2013      | ф  | Близько вороги                      | Enemies Closer                      | Ксандер                                       |
| 2014      | ф  | Спека                               | Swelter                             | Стіллман                                      |
| 2014      | ф  | Повен любові                        | Full Love                           | Френчі                                        |
| 2015      | ф  | Фунт плоті                          | Pound of Flesh                      | Дікон                                         |
| 2015      | ф  | Людина млинець                      | Jian Bing Man                       | у ролі самого себе                            |
| 2016      | ф  | Кікбоксер: Помста                   | Kickboxer: Vengeance                | майстер Дюран                                 |
| 2016      | мф | Панда Кунг-Фу 3                     | Kung Fu Panda 3                     | майстер Крок (озвучення)                      |
| 2016      | с  | Восьме чуття                        | Sense8                              | камео (Епізод: "Happy F*cking New Year")      |
| 2016—2017 | с  | Жан-Клод Ван Джонсон                | Jean-Claude Van Johnson             | Джей Сі (6 епізодів)                          |
| 2017      | ф  | Убий усіх                           | Kill'em All                         | Філіп                                         |
| 2018      | ф  | Кікбоксер: Реванш                   | Kickboxer: Retaliation              | майстер Дюран                                 |
| 2018      | ф  | Хижі води                           | Black Water                         | Вілер                                         |
| 2018      | ф  | Лукас                               | фр. Lukas / англ. The Bouncer       | Лукас                                         |
| 2019      | ф  | Ми помираємо молодими               | We Die Young                        | Даніель                                       |
| 2021      | ф  | Останній найманець                  | фр. Le Dernier Mercenaire           | Рішар Брюмер                                  |
| 2022      | мф | Посіпаки: Становлення лиходія       | Minions: The Rise of Gru            | Жан (озвучення)                               |
|           | ф  |                                     | Frenchy                             | Френчі                                        |

### Режисер, сценарист, продюсер
| Рік  |   | Українська назва                   | Оригінальна назва             | Роль                                   |
| ---- | - | ---------------------------------- | ----------------------------- | -------------------------------------- |
| 1989 | ф | Кікбоксер                          | Kickboxer                     | сценарист                              |
| 1990 | ф | Самоволка                          | Lionheart                     | сценарист                              |
| 1991 | ф | Подвійний удар                     | Double Impact                 | сценарист, продюсер                    |
| 1996 | ф | У пошуках пригод                   | The Quest                     | режисер, сценарист                     |
| 1998 | ф | Легіонер                           | Legionnaire                   | сценарист, продюсер                    |
| 1999 | ф | Універсальний солдат 2: Повернення | Universal Soldier: The Return | продюсер                               |
| 1999 | ф | Інферно                            | Inferno                       | продюсер                               |
| 2001 | ф | Таємниця ордену                    | The Order                     | сценарист                              |
| 2008 | ф | Ж.К.В.Д.                           | JCVD                          | виконавчий продюсер                    |
| 2010 | ф | Орлиний шлях                       | The Eagle Path                | режисер, сценарист, продюсер           |
| 2011 | ф | Ігри кілерів                       | Assassination Games           | виконавчий продюсер                    |
| 2012 | ф | Шість куль                         | 6 Bullets                     | виконавчий продюсер                    |
| 2014 | ф | Повен любові                       | Full Love                     | режисер, сценарист, продюсер           |
| 2015 | ф | Фунт плоті                         | Pound of Flesh                | виконавчий продюсер                    |
| 2016 | с | Жан-Клод Ван Джонсон               | Jean-Claude Van Johnson       | виконавчий продюсер (пілотний епізод)  |
| 2018 | ф | Хижі води                          | Black Water                   | виконавчий продюсер                    |
|      | ф |                                    | Frenchy                       | режисер, сценарист, продюсер, монтажер |

### Інше
У 2013 році Ван Дам знявся в рекламному ролику шведського автобудівного концерну Volvo.